# بازوبند (بی‌دی‌اس‌ام)

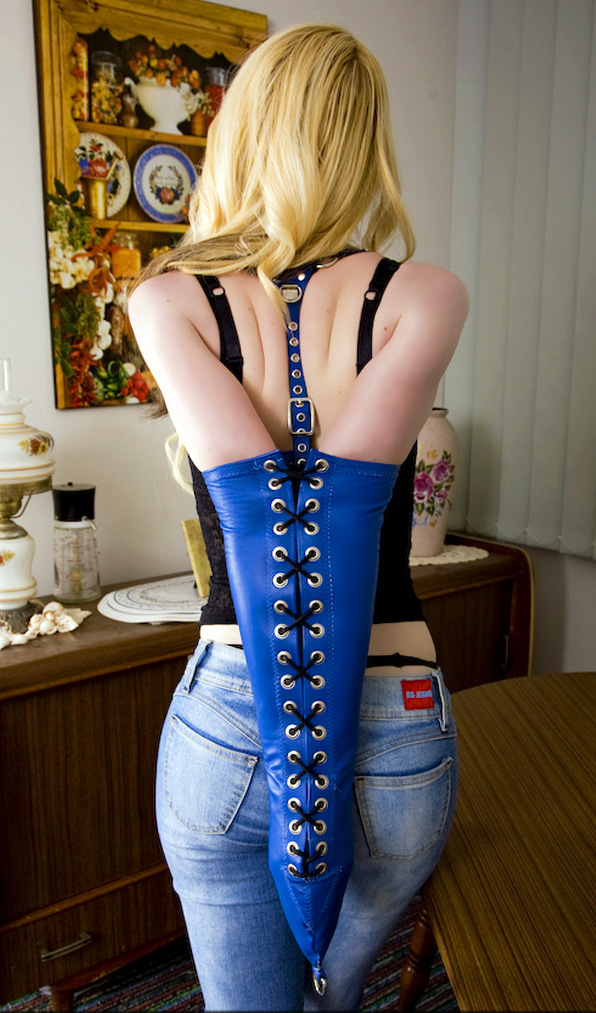
یک تک دستکش با پیکربندی مهار Y شکل

بازوبند یا آرم‌بندر یا دستکش تک (به انگلیسی: armbinder) نوعی وسیله مهارکننده است که عمدتاً در بازی‌های اسارت (به جای اجرای قانون، پزشکی یا روان‌پزشکی) استفاده می‌شود، که برای بستن بازوها و/یا دست‌ها به یکدیگر یا به بدن، معمولاً از پشت سر، طراحی شده است. در آن طیف وسیعی از تجهیزات اسارت (باندیجی) استفاده می‌شود که می‌تواند شامل سرآستین، میله، تسمه و دستکش گردد.
یکی از انواع این نوع بازوبند، تک گلاو است.

## غلاف دستکش تکی
شکل متداول بازوبند شامل یک غلاف تقریباً مخروطی است که هر دو بازو را پوشش داده و از نوک انگشتان تا بالای آرنج را محصور می‌کند و آنها را پشت سر فرد و کنار هم نگه می‌دارد، همراه با یکی از انواع مهار (تسمه‌ها) برای نگه داشتن آن در جای خود. غلاف معمولاً از جنس لاتکس یا چرم است که خود معمولاً بازوها را از نوک انگشتان تا بالای آرنج می‌پوشاند و با زیپ، توری یا گاهی هر دو بسته و سفت می‌شود. غلاف اغلب با تسمه‌هایی در اطراف مچ دست و آرنج یا بازوها مهار و محکم می‌شود. غلاف بدون مهار، که از لغزش آن بر روی بازوها جلوگیری کند، بدون استفاده است. متداول‌ترین مهار غلاف یک جفت تسمه است که به بالای بیرونی غلاف متصل است و از روی شانه‌ها و زیر بغل می‌گذرد و دوباره در بالای داخلی غلاف به هم می‌پیوندد. تسمه‌ها معمولاً به صورت ضربدری در پشت گردن یا در بالای قفسه سینه قرار می‌گیرند تا از لیز خوردن تسمه‌ها از روی شانه‌ها جلوگیری شود. در صورتی که تسمه‌ها به سمت بالا بروند و روی گلوی کاربر فشار بیاورند، مشکل ایجاد خواهد شد بنابراین بند چپ از زیر بغل چپ آورده و از روی شانه راست آورده می‌شود و سپس پشت گردن خم می‌شود. همین کار با بند سمت راست انجام می‌شود و سپس هر دو بند راست و چپ به هم کمان می‌شوند تا از افتادن بازوبند جلوگیری شود. با توجه به این که در بازوبند، آرنج‌ها برای مدت طولانی با یکدیگر در تماس هستند به‌صورت طولانی مدت باعث آسیب خواهد شد.

## تنوع تک‌گلو

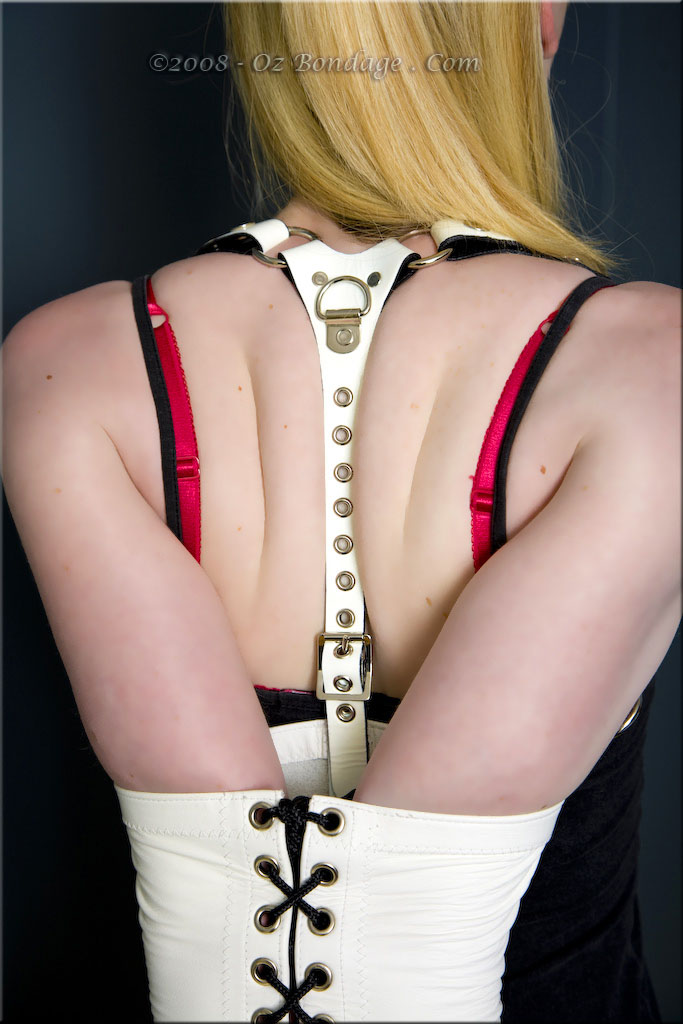
تصویر مدل مونوگلو «جووان ویلی» را نشان می‌دهد، به کاهش گردش خون در بازوها به دلیل سفتی توجه کنید.

در حالی که اشکال مختلف بازوبند به عنوان «تک دستکش» به بازار عرضه می‌شود، این اصطلاح به درستی برای توصیف شکل بازوبند که اغلب در آثار هنری اسارت جان ویلی به تصویر کشیده می‌شود، استفاده می‌شود. برخلاف اکثر بازو بندها موجود در بازار که بسیار گشاد هستند و به شکل خاصی مناسب نیستند، تصاویر جان ویلی یک دستکش چرمی را نشان می‌دهد که دقیقاً به شکل و اندازه بازوها در پشت کمر است و آرنج‌ها همیشه با هم تماس دارند و شانه‌ها به عقب کشیده می‌شوند. نتیجه یک بازوی بسیار نرم و صاف در ظاهر دستکش بود، از این رو اصطلاح «مونوگلو» نامیده می‌شود. در واقعیت، یافتن چنین تک دستکش‌هایی که کاملاً مناسب باشند بسیار سخت است، و به همین دلیل در بیشتر شرایط به طراحی و تناسب سفارش برای فردی که آن را می‌پوشد نیاز دارد. به دلیل سختی موقعیت، پوشیدن دستکش‌ها برای مدت طولانی بسیار دشوار است، با این حال در مقایسه با طناب، تحمل آن در اکثر مواقع آسان‌تر است. هنگامی که طناب و بند روی آرنج‌ها بسته می‌شوند، تمام استرس فقط به مناطقی که طناب‌ها روی آن قرار دارند متمرکز می‌شود و خطر مشکلات گردش خون را افزایش می‌دهد. در مقایسه، یک مونوگلو که به درستی نصب شده است، استرس را در تمام طول بازوها پخش می‌کند. آثار هنری جان ویلی اغلب موقعیت‌ها و تجهیزات اسارت غیرواقعی یا غیرممکن را به تصویر می‌کشید. با این حال، یک تک دستکش مشابه همزمان توسط ران برانت تولید شد و به‌طور گسترده توسط صحنه‌های نمایش و انتشارات حرفه‌ای اسارت استفاده شد، مدل‌های استفاده شده تجربه کافی در حفظ چنین موقعیت‌های شدید و سختی را دارا بودند.
تک‌گلاو سبک جان ویلی از روشی متفاوت برای محکم کردن بازوبند به قسمت بالایی بدن استفاده می‌کرد که از روش رایج بستن تسمه‌های شانه روی سینه متفاوت بود. در عوض، یک یوغ Y شکل از پشت بالا می‌رفت، بازوبند را روی شانه‌ها می‌کشید و از زیر بغل عبور می‌کرد. می‌توان با اضافه کردن یک بند یا زنجیر که از پشت به یوغ Y شکل تا یقه دور گردن بالا می‌رود. انتهای نوک انگشت تک دستکش اغلب دارای یک حلقه D شکل است که به بازوبند بسته‌شده اجازه می‌داد تا در حالت هوگتی یا استرپادو دست‌ها را مهار کند یا به جلوی کمربند بسته شوند (دست‌ها را به زور وارد فاق می‌کنند).

## مواد تشکیل دهنده
مونوگلوها معمولاً از چرم نازک پوشاک یا لاتکس ساخته می‌شوند، اگرچه از مواد دیگر مانند اسپندکس یا لاستیک هم استفاده می‌شود. تک دستکش‌های جین، پارچه‌های جناغی استتار، ساتن تقویت شده و سایر پارچه‌های قوی وجود دارد. همچنین می‌توانند از توری، زیپ، بند با سگک یا ترکیبی از هر سه باشند. برخی از طراحان نیز از سگک‌هایی استفاده می‌کنند که بتوان برای امنیت بیشتر بتوان از قفل برای بستند آن‌ها استفاده نمود.

## سرآستین، میله و بند

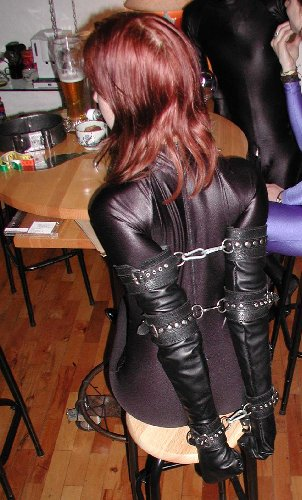
زنی که بازوبند بسته و از دستکش‌های اسارت (مخصوصاً دستکش اپرا) و سرآستین استفاده کرده.

شکل دیگری از بازوبند شامل سرآستین‌ها و تسمه‌هایی است که برای نگه داشتن بازوها در کنار بدن یا جلو یا پشت بدن به هم پیوسته‌اند. یک سری سرآستین که از مواد مختلفی مانند چرم یا فلز ساخته شود، روی بازوها در نقاط مختلفی مانند مچ دست و آرنج قرار می‌گیرد. سپس این سرآستین‌ها با نواری از تسمه‌ها یا یک سری میله به هم متصل می‌شوند تا بازوها را در یک موقعیت خاص نگه دارند. برای بهبود استحکام و همچنین سهولت استفاده، معمولاً همه سرآستین‌ها و تسمه‌ها به هم متصل می‌شوند، به همین دلیل است که قطعه کامل تجهیزات یک بازوبند در نظر گرفته می‌شود. فرم دیگر از یک میله استفاده می‌کند که سرآستین‌ها در فواصل منظم به طول آن متصل می‌شوند، و گاهی همچنین شامل یک یقه یا قلاده در بالا آن برای نگه داشتن میله در جای خود است.

## مسائل ایمنی و جذابیت بصری
به دلیل موقعیت شدیدی که گاهی بازوها در آن قرار می‌گیرند، بسیاری از بازوبندها و به خصوص تک دستکش‌ها می‌توانند در بافت‌های نرم مفاصل شانه و گردش خون و سلامت اعصاب بازوها و دست‌ها مشکل ایجاد کنند. در نتیجه انعطاف پذیرترین افراد است که تعیین‌کننده زمانی کاست که فرد می‌تواند آنها را بپوشد؛ بنابراین آنها اغلب مناسب جلوه‌های دراماتیک یا بصری در شهوانی اسارت استفاده می‌شوند تا در بازی واقعی و روتین بی‌دی‌اس‌ام. اما برای کسانی که می‌توانند فشرده شدن زیاد بازوهای خود را به هم پشت سر تحمل کنند که آرنج‌هایشان بی‌حس یا تقریباً بی‌حس شود، فشار توزیع شده یکنواخت تک‌گلاو مناسبتر بوده و مشکلات کمتری ایجاد می‌کند. استفاده از طناب (برای این ویژگی همانگونه که در کتاب راهنمای 1972 The Joy of Sex ذکر شده) بسیار قبل از گسترش در تصاویر بی‌دی‌اس‌ام وجود داشته. یک مطالعه علمی در سال ۱۹۷۰ به فراوانی استفاده از این «دستگاه» در ادبیات و تصاویر فتیش اشاره کرده بود و به تمایل آن به تقویت چهره زنانه اشاره کرده بود. با این وجود، برای جلوگیری از دررفتگی شانه‌ها و آسیب به اعصاب و عروق خونی، همیشه هنگام استفاده باید احتیاط زیادی کرد.
انواع مختلفی در طرح اصلی تک دستکش وجود دارد، از جمله آستین‌های تکی که به مچ دست ختم می‌شوند (که اجازه می‌دهد تا حدی آزادی حرکت را برای دست‌های فرد پوشنده ایجاد کند)، و آن‌هایی که در یک لباس بزرگ‌تر مانند ژاکت، کت‌ست یا لباس ادغام می‌شوند. جای آستین‌های معمولی لباس را دارند.

## نگارخانه

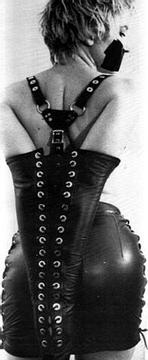
بازوبند بندی
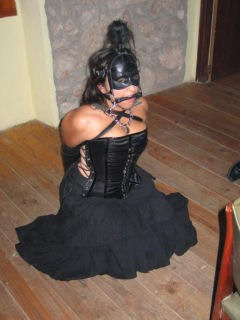
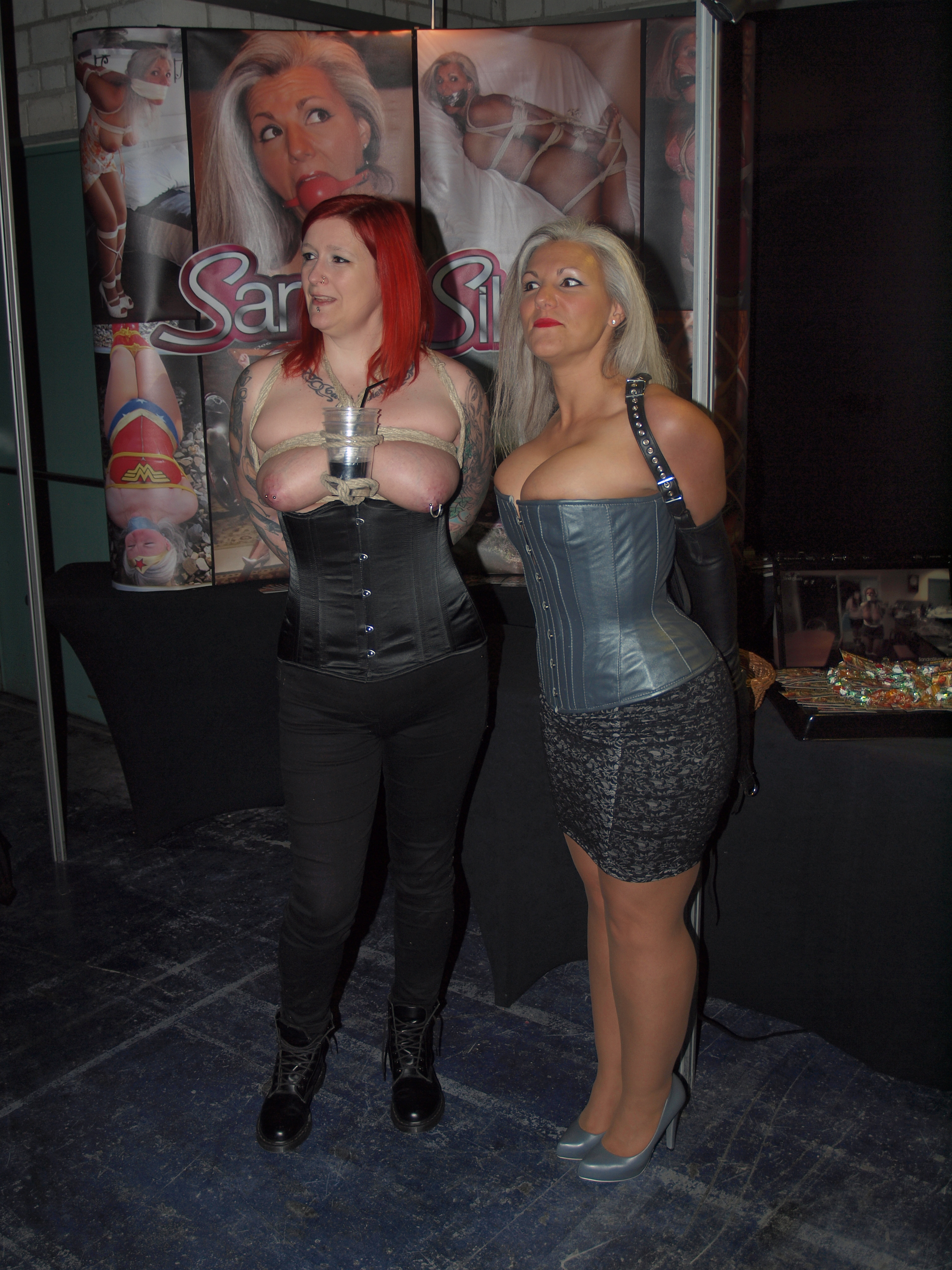
دو زد با بازوبند در مراسم